# Christopher Eubanks
Christopher Eubanks (født 5. maj 1996 i Atlanta, Georgia, USA) er en professionel tennisspiller fra USA.